# Rigarda
Rigarda – miejscowość i gmina we Francji, w regionie Oksytania, w departamencie Pireneje Wschodnie.
Według danych na rok 1990 gminę zamieszkiwały 164 osoby, a gęstość zaludnienia wynosiła 46 osób/km² (wśród 1545 gmin Langwedocji-Roussillon Rigarda plasuje się na 743. miejscu pod względem liczby ludności, natomiast pod względem powierzchni na miejscu 1069.).